# 斯氏巴里奧脂鯉
斯氏巴里奧脂鯉，為輻鰭魚綱脂鯉目脂鯉亞目脂鯉科巴里奧脂鯉屬的其中一個種，為熱帶淡水魚，分布於南美洲亞馬遜河流域，體長可達9公分，棲息在底中層水域，生活習性不明。

## 扩展阅读
- 維基物種上的相關：斯氏巴里奧脂鯉